# Stora Harrie kyrka
Stora Harrie kyrka är en kyrkobyggnad i Stora Harrie. Den är församlingskyrka i Kävlinge församling i Lunds stift.

## Kyrkobyggnaden
Kyrkobyggnaden uppfördes någon gång runt år 1200. Ett kyrktorn byggdes till troligen på 1400-talet. Nuvarande kyrkobyggnad, hållen i rundbågsstil och av tuktad gråsten, invigdes söndagen 7 november 1852 av prosten Eric Ericsson (1791-1866). Den kostade 16 000 riksdaler, vilket 2024 motsvarade drygt 2 000 000 kronor. Kyrkans nuvarande gestalt präglas av sin upphovsman, professorn Carl Georg Brunius. Den restaurering av den gamla medeltida kyrkan som Brunius genomförde 1851-52, var så kraftig och genomgripande, att man nästan kan tala om en nybyggnation.  Av den medeltida helgedomen behölls endast större delen av tornet vilket påbyggdes med en tvådelad ljudöppning på varje sida samt förändrades på insidan. I den södra långhusväggen finns ett runstensfragment från vikingatiden inmurad. I vapenhuset finns fragment av medeltida kalkmålningar.
I tornet har kyrkan två klockor. Den större åt väster och den mindre åt öster. På den sida som är vänd åt norr har båda klockorna följande text: "Då Oscar II var Sveriges och Norges konung,Axel Gustav Adlercreutz landshövding i Malmöhus län, Vilhelm Flensburg biskop över Lund stift, Gustaf Adolf Wigner Stora Harrie församlings kyrkoherde samt Nils Månsson och Per Wilsson kyrkovärdar blev denna klocka gjuten i Stockholm av K G Bergholtz."
På södra sidan har storklockan följande text: "Hör Gud ännu sin nåd Dig bjuder se, templets portar öppnar sig. Kanske härnäst, när klockan ljuder. Upplåtes gravens port för Dig. Du går ej mer i Herrans hus. Ditt rum beretts i jordens grus."
På södra sidan har lillklockan följande text: "När jag kallar hör mitt ljud kom till kyrkan bed Din Gud att Du rätt hans ord må höra som Din själ kan salig göra."
Runstenen DR 324, Stora Harriestenen, sitter inmurad i kyrkan.

## Inventarier
- Altartavlan är målad av Einar Forseth och är signerad med årtalet 1939. Den har motiv från Kristi uppståndelse.
- Ett triumfkrucifix från slutet av 1400-talet finns bevarat.

### Orgel
- 1823 byggde Carl Grönvall, Hyby en orgel. Den såldes 1888 till Virke kyrka.
- Den nuvarande orgeln byggdes 1862 av Jöns Lundahl och Knud Olsen och är en mekanisk orgel. Den omändrades 1897 av Salomon Molander & Co, Göteborg och restaurerades 2025 av Helmut Lutz, Lutz Butor Kft.

#### Disposition
| Huvudverk I (C–f3)    | Svällverk II (C–f3) | Pedal (C–d1) | Koppel               |
| Borduna 16′ B/D       | Fugara 8′           | Bihängd      | 1:ste Man. & Pedal   |
| Principal 8′          | Gedakt 8′           |              | 2:dre Man. & Pedal   |
| Violonsell [sic] 8′ B | Flöjt 4′            |              | 1:ste & 2:dre Man.   |
| Viola 8′ D            | Spetsflöjt** 2′     |              | Octav 1:ste Man.     |
| Salecional [sic] 8′   | Crescendosvällare   |              | Octav 2:dre Man.     |
| Gedackt 8′ B/D        |                     |              | Fasta kombinationer: |
| Octava 4′             |                     |              | Piano (−)            |
| Octava 2′             |                     |              | Forte                |
| Trumpet 8′            |                     |              |                      |
| Kalkant*              |                     |              |                      |

*Endast registerandrag

**Text på registerandraget – Waldfleut stämplat på piporna